# Robin Stjernberg
Robin James Olof Stjernberg (født 22. februar 1991 i Hässleholm) er en svensk sanger. Han vandt Melodifestivalen 2013 med sangen "You", og repræsenterer Sverige ved Eurovision Song Contest 2013 i Malmø i Sverige.  Han har tidligere været med i bandet 'What's up!', men gik så solo. Eric Saade var en del af bandet.
Stjernberg udgiver et nyt album (Pieces) d. 26 juni 2013.